# António Pinho
António Pinho (25 febbraio 1899 – 24 febbraio 1999) è stato un calciatore portoghese, di ruolo difensore.

## Carriera

### Club
Ha sempre giocato nel campionato portoghese.

### Nazionale
Ha collezionato 12 presenze con la maglia della Nazionale.

## Statistiche

### Presenze e reti in Nazionale
| Cronologia completa delle presenze e delle reti in nazionale ― Portogallo | Cronologia completa delle presenze e delle reti in nazionale ― Portogallo | Cronologia completa delle presenze e delle reti in nazionale ― Portogallo | Cronologia completa delle presenze e delle reti in nazionale ― Portogallo | Cronologia completa delle presenze e delle reti in nazionale ― Portogallo | Cronologia completa delle presenze e delle reti in nazionale ― Portogallo | Cronologia completa delle presenze e delle reti in nazionale ― Portogallo | Cronologia completa delle presenze e delle reti in nazionale ― Portogallo |
| Data                                                                      | Città                                                                     | In casa                                                                   | Risultato                                                                 | Ospiti                                                                    | Competizione                                                              | Reti                                                                      | Note                                                                      |
| ------------------------------------------------------------------------- | ------------------------------------------------------------------------- | ------------------------------------------------------------------------- | ------------------------------------------------------------------------- | ------------------------------------------------------------------------- | ------------------------------------------------------------------------- | ------------------------------------------------------------------------- | ------------------------------------------------------------------------- |
| 18-12-1921                                                                | Madrid                                                                    | Spagna                                                                    | 3 – 1                                                                     | Portogallo                                                                | Amichevole                                                                | -                                                                         |                                                                           |
| 17-12-1922                                                                | Lisbona                                                                   | Portogallo                                                                | 1 – 2                                                                     | Spagna                                                                    | Amichevole                                                                | -                                                                         |                                                                           |
| 16-12-1923                                                                | Siviglia                                                                  | Spagna                                                                    | 3 – 0                                                                     | Portogallo                                                                | Amichevole                                                                | -                                                                         |                                                                           |
| 18-06-1925                                                                | Lisbona                                                                   | Portogallo                                                                | 1 – 0                                                                     | Italia                                                                    | Amichevole                                                                | -                                                                         |                                                                           |
| 24-01-1926                                                                | Porto                                                                     | Portogallo                                                                | 1 – 1                                                                     | Cecoslovacchia                                                            | Amichevole                                                                | -                                                                         |                                                                           |
| 18-04-1926                                                                | Tolosa                                                                    | Francia                                                                   | 4 – 1                                                                     | Portogallo                                                                | Amichevole                                                                | -                                                                         |                                                                           |
| 26-11-1926                                                                | Porto                                                                     | Portogallo                                                                | 3 – 3                                                                     | Ungheria                                                                  | Amichevole                                                                | -                                                                         |                                                                           |
| 16-03-1927                                                                | Lisbona                                                                   | Portogallo                                                                | 4 – 0                                                                     | Francia                                                                   | Amichevole                                                                | -                                                                         |                                                                           |
| 17-04-1927                                                                | Torino                                                                    | Italia                                                                    | 3 – 1                                                                     | Portogallo                                                                | Amichevole                                                                | -                                                                         |                                                                           |
| 29-05-1927                                                                | Madrid                                                                    | Spagna                                                                    | 2 – 0                                                                     | Portogallo                                                                | Amichevole                                                                | -                                                                         |                                                                           |
| 24-03-1929                                                                | Colombes                                                                  | Francia                                                                   | 2 – 0                                                                     | Portogallo                                                                | Amichevole                                                                | -                                                                         |                                                                           |
| 01-12-1929                                                                | Milano                                                                    | Italia                                                                    | 6 – 1                                                                     | Portogallo                                                                | Amichevole                                                                | -                                                                         |                                                                           |
| Totale                                                                    |                                                                           | Presenze                                                                  | 12                                                                        |                                                                           | Reti                                                                      | 0                                                                         |                                                                           |